# Боксёр-панчер

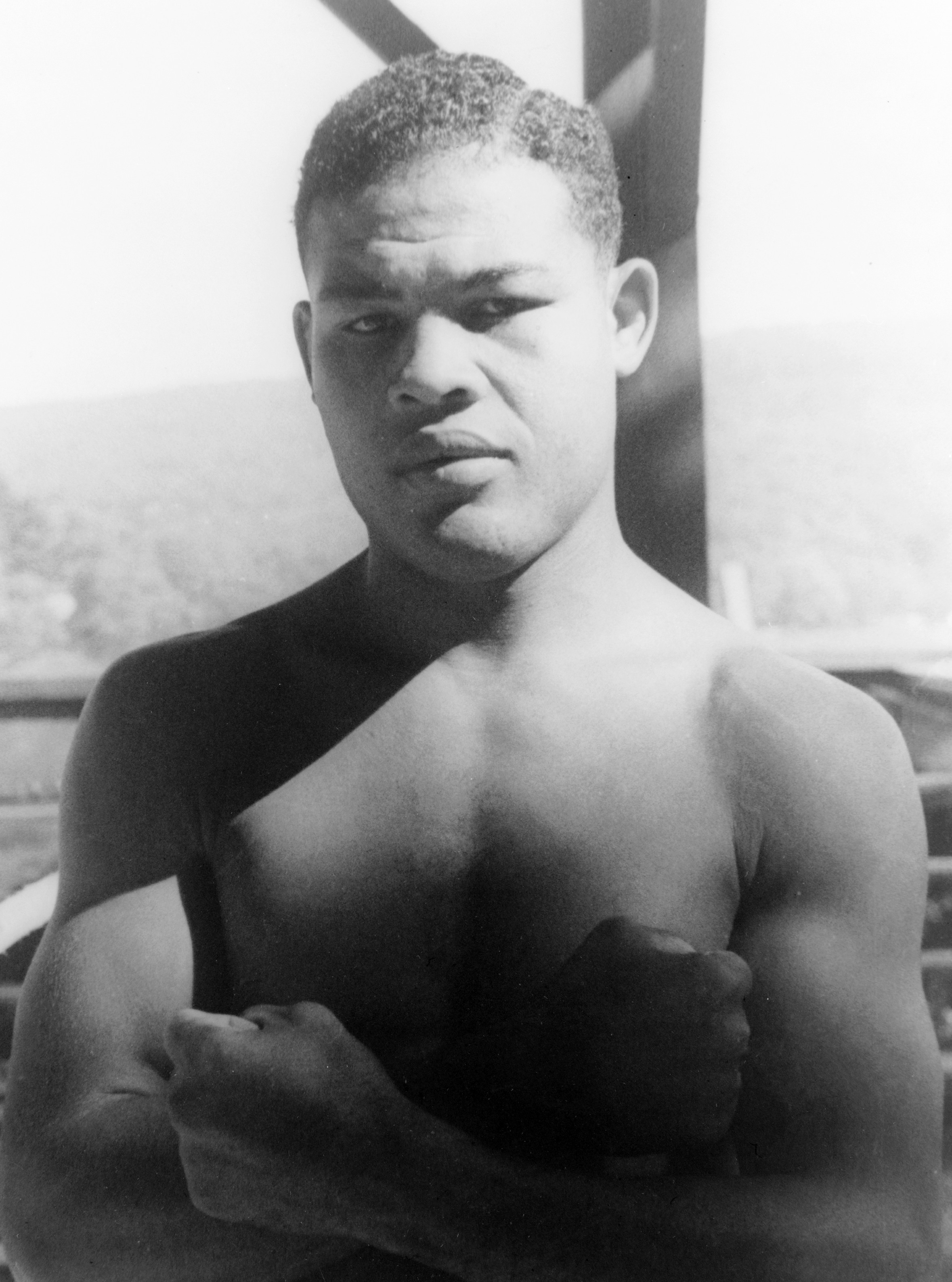
Джо Луис — один из величайших боксёров-панчеров всех времён.

Боксёр-панчер (от англ. boxer-puncher) — стиль боксирования, при котором боксёр придерживается средней дистанции во время боя и, прибегая к сочетанию техники и силы удара, старается нокаутировать соперника серией, а иногда даже и одним ударом. Боксёр-панчер чаще всего менее подвижен, чем аутфайтер, но техника передвижений в общих чертах схожа. Поскольку этот стиль подразумевает под собой победу нокаутами, боксёр-панчер должен быть отлично физически подготовлен.
Яркими боксёрами-панчерами являются: Джордж Форман, Деонтей Уайлдер, Артур Бетербиев, Геннадий Головкин, Энтони Джошуа, Джо Луис, Карлос Монсон, Рокки Марчиано, Леннокс Льюис, Томми Моррисон, Шугар Рэй Робинсон и Майк Тайсон в молодости.